# Wer war wer in der DDR?
Wer war wer in der DDR? est un ouvrage de référence biographique qui est publié pour la première fois en 1992 par Ch. Links Verlag. Les premières éditions sont publiées par l'historien Jochen Cerny (de) et comprennent environ 1 500 entrées sur des personnalités publiques de la République démocratique allemande (RDA). L'encyclopédie note la position de la personnalité respective au sein du système social de la RDA et donne un bref résumé de leur vie. L'auteur de la courte biographie respective peut être recherché à l'aide d'une abréviation d'auteur.

## Développement
En 1996, une édition numérisée sur trois disques avec 2 146 biographies sur l'histoire de la RDA est publiée par l'historien Bernd-Rainer Barth.
Au fil des ans, Wer war wer in der DDR? est conceptuellement révisé et considérablement élargi. En 2000, l'Agence fédérale pour l'éducation civique imprime une édition spéciale gratuite. L'édition de 2006 ("1re édition de la 4e édition"), comme la cinquième édition actuelle, se compose de deux volumes. Elle porte le sous-titre : « Une encyclopédie des biographies est-allemandes » et est éditée par Helmut Müller-Enbergs, Jan Wielgohs, Dieter Hoffmann (de), Andreas Herbst et Ingrid Kirschey-Feix. La cinquième édition mise à jour est publiée en mars 2010 avec un total de près de 4 000 biographies.
Parallèlement à la version imprimée, la Fondation fédérale allemande pour la recherche sur la dictature du SED propose une version en ligne pour une recherche gratuite.

## Dernière édition
- Helmut Müller-Enbergs (Hrsg.): Wer war wer in der DDR? Ein Lexikon ostdeutscher Biographien. 2 Bände: Band 1: A–L, Band 2: M–Z. Unter Mitarbeit von Olaf W. Reimann, in Kooperation mit der Bundesstiftung zur Aufarbeitung der SED-Diktatur. 5., aktualisierte und erweiterte Neuausgabe, Links, Berlin 2010  (ISBN 978-3-86153-561-4).
- Helmut Müller-Enbergs, Jan Wielgohs, Dieter Hoffmann (Hrsg.), unter Mitarbeit von Olaf W. Reimann und Bernd-Rainer Barth: Wer war wer in der DDR?, Directmedia Publishing (de), Berlin 2004, Ch. Links Verlag, CD-ROM, Jokers (de) Sonderausgabe, Digitale Bibliothek (de) Band 54  (ISBN 3-89853-154-6).

## Œuvres similaires
- SBZ von A–Z: Ein Taschen- und Nachschlagebuch über die Sowjetische Besatzungs-Zone. Deutscher Bundes-Verlag, Bonn 1966.
- Frank-Burkhard Habel (de), Volker Wachter (de): Lexikon der DDR-Stars: Schauspieler aus Film und Fernsehen. Mit Fotos, Karikaturen von Harald Kretzschmar (de). Schwarzkopf & Schwarzkopf, Berlin 1999  (ISBN 3-89602-304-7).
- Götz Hintze: Rocklexikon der DDR. Schwarzkopf & Schwarzkopf, Berlin 1999  (ISBN 3-89602-303-9).
- Volker Kluge (de): Das große Lexikon der DDR-Sportler, die 1000 erfolgreichsten und populärsten Sportlerinnen und Sportler aus der DDR, ihre Erfolge und Biographien, Schwarzkopf & Schwarzkopf, Berlin 2000  (ISBN 3-89602-348-9).
- Gabriele Baumgartner, Dieter Hebig (de) (Hrsg.): Biographisches Handbuch der SBZ/DDR 1945–1990, 2 Bände. Saur, München 1996f.  (ISBN 3-598-11130-4).
- D. N. Filippow, M. Heinemann (Hrsg.): Wer war wer in der sowjetischen Militäradministration in Deutschland, 1945–1949. Kurzes Biografisches Handbuch (Кто был кто в Советской военной администрации в Германии 1945–1949 гг., (Центральные органы СВАГ). Краткий биографический справочник). Ohne Verlag, Moskau 1999/2000.